# Tureia (Gemeinde)
Tureia ist eine Gemeinde im Tuamotu-Archipel in Französisch-Polynesien.
Die Gemeinde besteht aus 5 Atollen. Sie ist nicht in „Communes associées“ (Teilgemeinden) untergliedert. Der Hauptort der Gemeinde ist Fakamaru. Der Code INSEE der Gemeinde ist 98755.

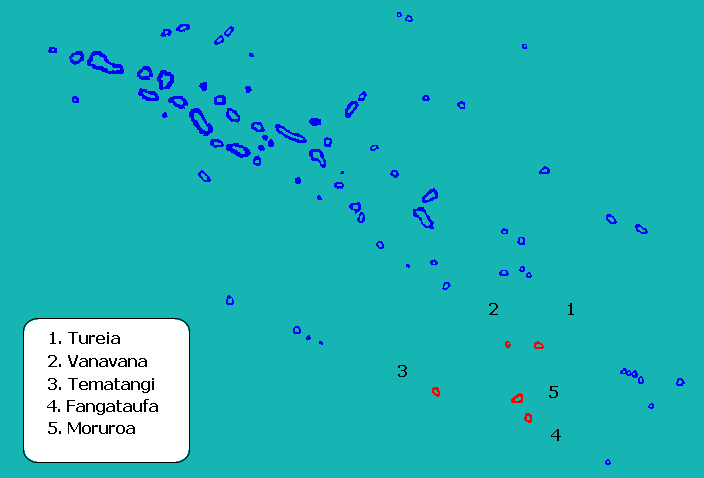
Position der Gemeinde Tureia

| Atoll oder Insel | Hauptort | Einwohner 2012 | Landfläche (km2) | Lagune (km2) | Post- leitzahl | Koordinaten           |
| ---------------- | -------- | -------------- | ---------------- | ------------ | -------------- | --------------------- |
| Tureia           | Fakamaru | 300            | 8,3              | 47           | 98784          | 20° 50′ S, 138° 32′ W |
| Fangataufa       | –        | 0              | 5                | 53           |                | 22° 14′ S, 138° 45′ W |
| Moruroa          | –        | 0              | 15               | 148          |                | 21° 50′ S, 138° 55′ W |
| Tematangi        | Tehakoro | 58             | 7,7              | 61           | 98791          | 21° 41′ S, 140° 38′ W |
| Vanavana         | –        | 0              | 2                | 3            |                | 20° 47′ S, 139° 08′ W |
| Gemeinde Tureia  | Fakamaru | 358            | 38               | 312          |                |                       |